# Campeonato Português de Hóquei em Patins 2.ª Divisão 2023-24
O Campeonato Nacional da 2.ª Divisão de Hóquei em Patins de 2023-24 é a 62.ª edição do segundo escalão do campeonato português de Hóquei em Patins. A competição, organizada pela Federação de Patinagem de Portugal, é disputada por 28 clubes divididos em 2 grupos (Norte e Sul).
Pela Liguilha de Campeão apuraram-se o Valença HC que foi consagrado com o título de Campeão da 3ª Divisão, e também o HCP Grândola, o CP Sobreira e UD Vilafranquense. 
Apurados para a 2ª Divisão na época 22-23 foram as equipas do UD Oliveirense B e do GD Criar-T através da Liguilha de Promoção. 
Foram despromovidos para a 3ª Divisão no final da época 22-23 as seguintes equipas: Da Zona Norte desceram o Termas OC e Clube Infante Sagres. Da Zona Sul desceram o SC Leiria e Marrazes, Marítimo SC e Sporting CP B.

## 2ª Divisão - Zona Norte
Atualizado dia 01/04/2024
| Pos | Equipe               | Pts | J  | V  | E | D  | GP  | GC  | SG   | Classificação ou descenso        |
| --- | -------------------- | --- | -- | -- | - | -- | --- | --- | ---- | -------------------------------- |
| 1   | AD Sanjoanense       | 72  | 26 | 24 | 0 | 2  | 186 | 71  | +115 | Playoff Campeão                  |
| 2   | Juventude Viana      | 62  | 26 | 20 | 2 | 4  | 105 | 69  | +36  | Apuramento para a Liguilha       |
| 3   | CD Póvoa             | 61  | 26 | 19 | 4 | 3  | 113 | 60  | +53  |                                  |
| 4   | SC Marinhense        | 48  | 26 | 15 | 3 | 8  | 127 | 89  | +38  |                                  |
| 5   | Valença HC           | 35  | 26 | 10 | 5 | 11 | 89  | 92  | −3   |                                  |
| 6   | AA Coimbra           | 33  | 26 | 9  | 6 | 11 | 87  | 113 | −26  |                                  |
| 7   | AD Valongo B         | 33  | 26 | 10 | 3 | 13 | 86  | 119 | −33  |                                  |
| 8   | UD Oliveirense B     | 32  | 26 | 10 | 2 | 14 | 89  | 107 | −18  |                                  |
| 9   | AA Espinho           | 30  | 26 | 9  | 3 | 14 | 94  | 113 | −19  |                                  |
| 10  | CP Sobreira          | 30  | 26 | 9  | 3 | 14 | 90  | 125 | −35  |                                  |
| 11  | HA Cambra            | 29  | 26 | 9  | 2 | 15 | 93  | 92  | +1   |                                  |
| 12  | USC Paredes          | 23  | 26 | 6  | 5 | 15 | 94  | 120 | −26  | Despromoção à 3ª Liga de 2024-25 |
| 13  | CA Feira             | 22  | 26 | 7  | 1 | 18 | 88  | 117 | −29  | Despromoção à 3ª Liga de 2024-25 |
| 14  | Escola Livre Azeméis | 13  | 26 | 2  | 7 | 17 | 86  | 140 | −54  | Despromoção à 3ª Liga de 2024-25 |

## 2ª Divisão - Zona Sul
Atualizado dia 01/04/2024
| Pos | Equipe                   | Pts | J  | V  | E | D  | GP  | GC  | SG  | Classificação ou descenso        |
| --- | ------------------------ | --- | -- | -- | - | -- | --- | --- | --- | -------------------------------- |
| 1   | Candelária SC            | 65  | 26 | 21 | 2 | 3  | 97  | 40  | +57 | Playoff Campeão                  |
| 2   | Parede FC                | 52  | 26 | 16 | 4 | 6  | 123 | 82  | +41 | Apuramento para a Liguilha       |
| 3   | CD Paço de Arcos         | 52  | 26 | 17 | 1 | 8  | 110 | 76  | +34 |                                  |
| 4   | SL Benfica B             | 51  | 26 | 16 | 3 | 7  | 128 | 83  | +45 |                                  |
| 5   | AD Oeiras                | 31  | 19 | 10 | 1 | 8  | 67  | 60  | +7  |                                  |
| 6   | Biblioteca IR            | 45  | 26 | 14 | 3 | 9  | 115 | 96  | +19 |                                  |
| 7   | Sport Alenquer e Benfica | 40  | 26 | 11 | 7 | 8  | 107 | 103 | +4  |                                  |
| 8   | AJ Salesiana             | 34  | 26 | 10 | 4 | 12 | 97  | 106 | −9  |                                  |
| 9   | AE Física D              | 33  | 26 | 10 | 3 | 13 | 96  | 99  | −3  |                                  |
| 10  | UF Entroncamento         | 29  | 26 | 9  | 2 | 15 | 75  | 119 | −44 |                                  |
| 11  | HC Sintra                | 29  | 26 | 9  | 2 | 15 | 86  | 114 | −28 |                                  |
| 12  | GD Criar-T               | 21  | 26 | 6  | 3 | 17 | 78  | 111 | −33 | Despromoção à 3ª Liga de 2024-25 |
| 13  | UD Vilafranquense        | 18  | 26 | 6  | 0 | 20 | 86  | 132 | −46 | Despromoção à 3ª Liga de 2024-25 |
| 14  | HCP Grândola             | 13  | 26 | 4  | 1 | 21 | 66  | 117 | −51 | Despromoção à 3ª Liga de 2024-25 |

## Playoff - Apuramento
| Pos | Equipe          | Pts | J | V | E | D | GP | GC | SG | Classificação ou descenso |
| --- | --------------- | --- | - | - | - | - | -- | -- | -- | ------------------------- |
| 1   | Juventude Viana | 6   | 2 | 2 | 0 | 0 | 11 | 8  | +3 | Apurado para a 1ª Liga    |
| 2   | Parede FC       | 0   | 0 | 0 | 0 | 0 | 8  | 11 | −3 | Mantém-se na 2ª Liga      |

## Playoff - Campeão
| Pos | Equipe         | Pts | J | V | E | D | GP | GC | SG | Classificação ou descenso |
| --- | -------------- | --- | - | - | - | - | -- | -- | -- | ------------------------- |
| 1   | AD Sanjoanense | 3   | 2 | 1 | 0 | 1 | 7  | 5  | +2 | Campeão da 2ª Liga        |
| 2   | Candelária SC  | 3   | 2 | 1 | 0 | 1 | 5  | 7  | −2 | Apurado para a 1ª Liga    |

## Campeão
| Campeonato Português de Hóquei em Patins 2ª Divisão 2023–24 |
| ----------------------------------------------------------- |
| AD SANJOANENSE 4º Título                                    |

### Internacional
- «Ligações ao Hóquei em todo o Mundo»
- «Portal HóqueiPatins - Atualidade mundial do hóquei em patins»
- «Mundook - Atualidade mundial do hóquei em patins»
- «Hardballhock - Atualidade mundial do hóquei em patins» (em inglês)
- «Inforoller - Atualidade mundial do hóquei em patins» (em francês)
- «Blogue Hardballhock - Atualidade mundial do hóquei em patins» (em inglês)
- «Blogue Rink-Hockey - Atualidade mundial do hóquei em patins» (em inglês)
- «Solo Hockey - Atualidade mundial do hóquei em patins» (em espanhol)

1. ↑  |url=https://www.hoqueipatins.pt/liga/3-divisao-campeao#|
2. ↑  |url=https://www.hoqueipatins.pt/liga/3-divisao-promocao#|
3. 1 2 3 4  |url=https://hp.fpp.pt/#|